# アリアン・ティットマス
アリアン・ティットマス（Ariarne Titmus、2000年9月7日 - ）は、オーストラリアタスマニア州ローンセストン出身のオーストラリア人女子競泳選手。東京オリンピック200m・400m自由形金メダリスト。

## 経歴
2019年世界水泳選手権において400m自由形で3連覇中だったケイティ・レデッキーを破り、金メダルを獲得した。800mフリーリレーでも4連覇中だったアメリカを破り、世界新記録7分41秒50でこの種目オーストラリア初となる金メダルを獲得した。
2020年東京オリンピックの400m自由形でも前回王者ケイティ・レデッキーを破り、オセアニア新記録となる3分56秒69で金メダルを獲得した。200m自由形でもオリンピック新記録で金メダルを獲得した。
2024年6月12日、パリオリンピック代表選考会の女子200メートル自由形で1分52秒23の世界新記録を樹立した。

## 自己ベスト
- 50m自由形　26秒08
- 100m自由形　53秒68
- 200m自由形　1分52秒23（世界記録）
- 400m自由形　3分55秒38（世界記録）
- 800m自由形　8分15秒57（オセアニア記録）
- 1500m自由形　16分09秒87

参照